# Pontrieux
Pontrieux (bretonsko Pontrev) je rečno pristanišče, naselje in občina v francoskem departmaju Côtes-d'Armor regije Bretanje. Leta 2006 je naselje imelo 1.080 prebivalcev.

## Geografija
Kraj leži v bretonski pokrajini Trégor ob reki Trieux, 17 km vzhodno od Guingampa.

## Uprava
Pontrieux je sedež istoimenskega kantona, v katerega so poleg njegove vključene še občine Brélidy, Ploëzal, Plouëc-du-Trieux, Runan, Saint-Clet, Saint-Gilles-les-Bois in Quemper-Guézennec s 6.160 prebivalci.
Kanton Pontrieux je sestavni del okrožja Guingamp.

## Zanimivosti
- neoklasicistična Notredamska cerkev iz sredine 19. stoletja,
- rečni mlin Moulin du Richel iz 18. in 19. stoletja,
- železniški viadukt na progi Carhaix-Paimpol,
- glasbeni festival.